# Emanuel Witz
Emanuel Witz (27. juni 1717 i Biel – 11. december 1797 sammested) var en schweizisk maler. 
Han begyndte som skriver (i betydningen skrivekyndig person, sekretær). Broderen var billedhugger, hos hvem han lærte at tegne, en uddannelse han fortsatte hos Robert Huber i Bern. Han drog til Paris for yderligere at dygtiggøre sig hos maleren Louis Galloche. Blandt Witz' venner kan nævnes: Edmé Bouchardon, François Boucher, Pierre-Jacques Cazes, Charles-Joseph Natoire og Charles André van Loo.
I en længere periode virkede Witz som genremaler, historiemaler og portrætmaler i Spanien og Portugal, men efter at have gennemlevet en del problemer i Spanien, vendte han i 1760 tilbage til Biel, hvor han blev resten af livet.